# Magdalena Margulewicz
Magdalena Margulewicz (ur. 10 sierpnia 1978 w Kwidzynie) – polska aktorka.

## Życiorys
Ukończyła PWSFTViT w Łodzi. Występowała w Teatrze Komedia w Warszawie w spektaklach Biznes, Łóżko pełne cudzoziemców, Hotel Westminster.

## Filmografia
- 2001: Listy miłosne – panna młoda
- 2001: Cisza – technomanka
- 2002–2006: Klan – Sandra Stec
- 2002: Na dobre i na złe – studentka
- 2002: Kasia i Tomek – prostytutka Andżelika (głos)
- 2003: Zostać miss 2 – „Barbie”,  uczestniczka konkursu miss Venus
- 2003: Rodzinka – Małgosia Swoboda
- 2003: Glina – sekretarka Majewskiego (odc. 3)
- 2003: Czego się boją faceci, czyli seks w mniejszym mieście – ratowniczka
- 2004: Panienki – Basia
- 2004: Na dobre i na złe – dziewczyna na wystawie
- 2004: M jak miłość – koleżanka Eli
- 2005: Zakręcone – Basia
- 2005: Pensjonat pod Różą – Ilona Szymańska
- 2005, 2007: Kryminalni – kelnerka w „Hadesie”  (odc. 17); Anna Kmita (odc. 87)
- 2005: Czego się boją faceci, czyli seks w mniejszym mieście – Jessica
- 2006: Złotopolscy – kandydatka na asystentkę posła Biernackiego
- 2006: Na dobre i na złe – anestezjolog w klinice Weiss-Korzyckiego
- 2007: Złotopolscy – dziewczyna na dworcowym komisariacie
- 2007: Niania – recepcjonistka
- 2008–2012: Pierwsza miłość – Stefani Konopka
- 2008: Rozmowy nocą
- 2008: Hela w opałach – Regina
- 2009: Do wesela się zagoi – Karen
- 2010: Plebania – Anka
- 2010: Licencja na wychowanie – asystentka Ryszarda w wizjach Romy
- 2011: Wyjazd integracyjny - recepcjonistka
- 2014: Lekarze – córka Anety i Leszka
- od 2016: Sprawiedliwi – Wydział Kryminalny – starszy aspirant Dagmara Górska
- 2017: M jak miłość - organizatorka konkursu fitness (odc. 1328)
- 2023: Ojciec Mateusz - Cecylia Zawada, matka Mai (odc. 377)